# Dalrympelea pomifera
Dalrympelea pomifera är en pimpernötsväxtart som beskrevs av William Roxburgh. Dalrympelea pomifera ingår i släktet Dalrympelea, och familjen pimpernötsväxter. Inga underarter finns listade i Catalogue of Life.